# (36822) 2000 SH86
2000 SH86 (asteroide 36822) é um asteroide da cintura principal. Possui uma excentricidade de 0.06438790 e uma inclinação de 6.70683º.
Este asteroide foi descoberto no dia 24 de setembro de 2000 por LINEAR em Socorro.